# Cordon de carnaval

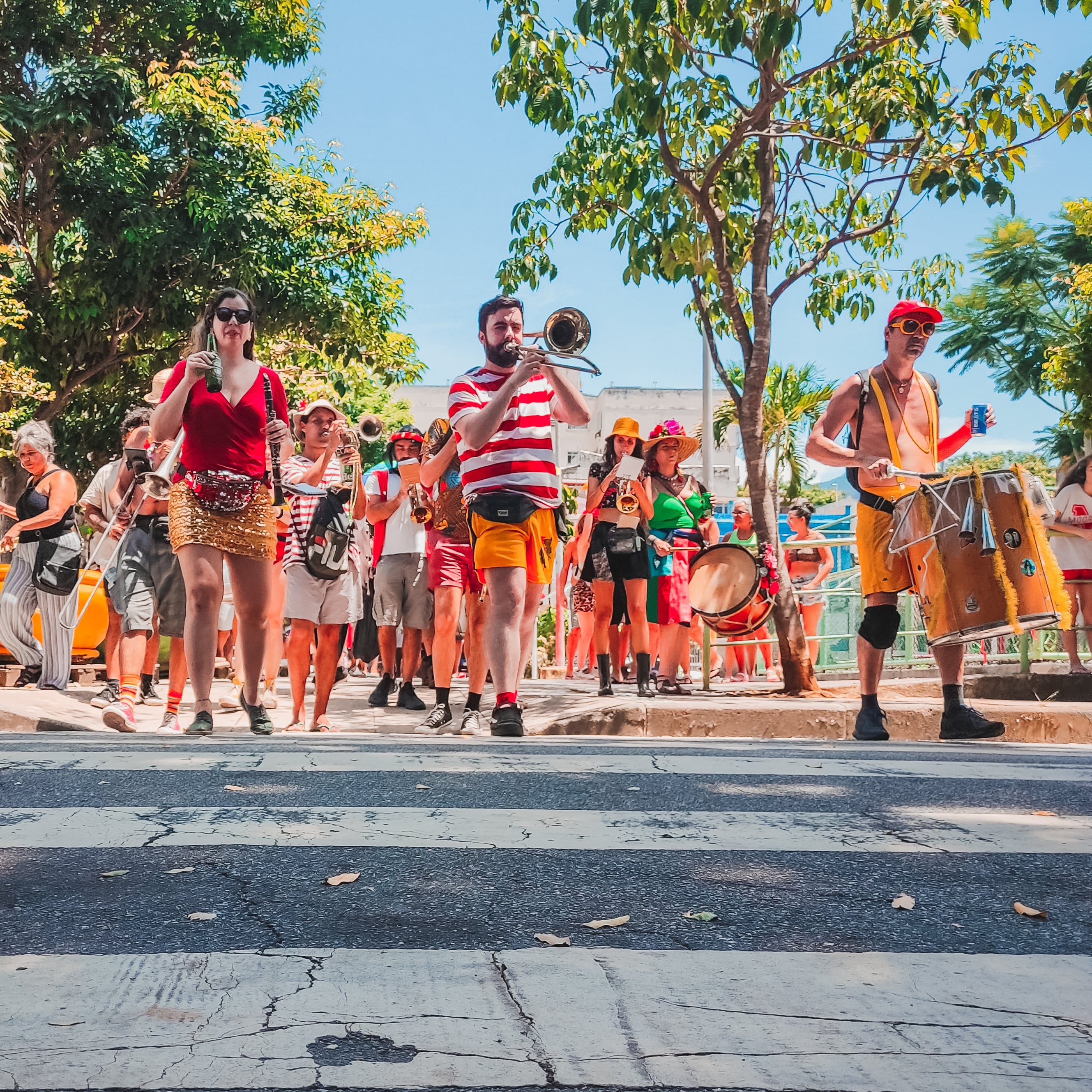
Le Cordão da Tia Juca, à Rio de Janeiro.

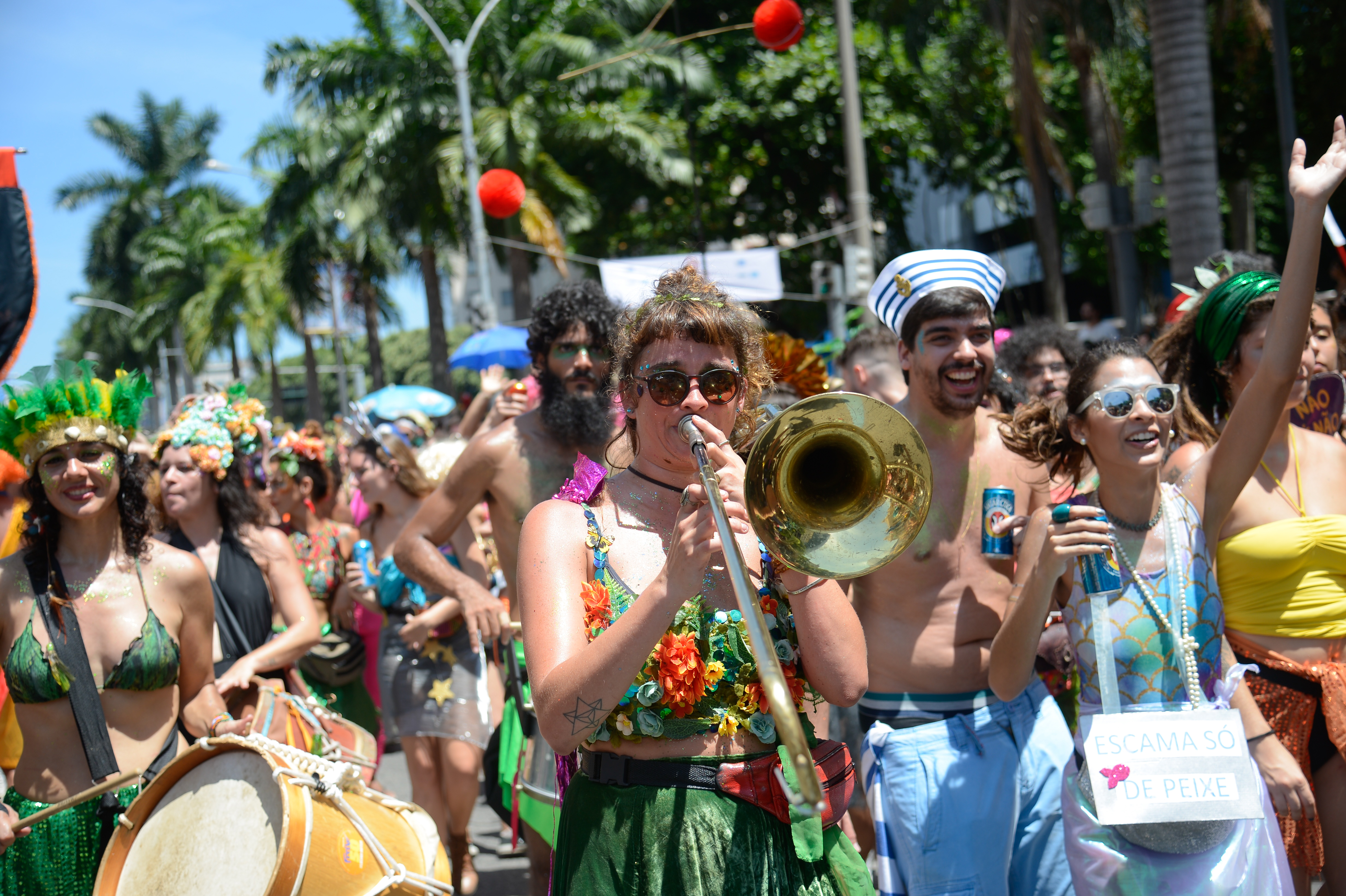
Le Cordão do Boi Tolo, à Rio de Janeiro.

Un Cordon de carnaval (en portugais : cordão carnavalesco) est un type d'association récréative essentiellement liée aux festivités du carnaval au Brésil. Très populaires à la fin du XIXe siècle et au début du XXe siècle à Rio de Janeiro, et jusque dans les années 1960, à São Paulo, les cordons ont ensuite décliné, étant remplacés par des écoles de samba, des blocs de carnaval ou devenant ceux-ci.
Certaines écoles de samba, notamment dans l'État de São Paulo, tiennent leurs origines des cordons, notamment Vai-Vai et Camisa Verde e Branco (pt), de la capitale, et Bambas (pt), de Ribeirão Preto.

## Origines et description
Le nom « cordão » (cordon) semble dériver d'un groupe de personnes qui se suivent et non du fait qu'il y a une corde entourant les membres. Parmi les principales caractéristiques des cordons, il y avait le fait qu'ils étaient constitués de groupes de fêtards masqués avec l'apparence de vieillards, de clowns, de diables, de rois, de reines, d'Indiens, de femmes bahianaises, entre autres, dirigés par un maître qui lance les ordres en sifflant. Son ensemble instrumental était autrefois exclusivement composé de percussions.
Plusieurs auteurs ne sont pas d’accord sur l’origine la plus probable des cordons, ainsi que sur leur propre classification.
Cependant, pour Felipe Ferreira, dans O livro de ouro do carnaval brasileiro (Le Livre d'Or du Carnaval Brésilien, 2005), les cordons et les blocs étaient considérés comme des termes génériques jusqu'aux années 1910, lorsque, selon cet auteur, à partir de la décennie suivante, les spécialistes ont commencé à étudier et à classer ces manifestations en catégories, avec l'aide de la presse, séparant les différents groupes carnavalesques des sociétés carnavalesques sophistiquées, jusqu'aux redoutables cordons, classés par eux comme des groupes plus désorganisés. Pour Eneida et Rachel Soihet, les « ranchos » étaient des évolutions des cordons, et étaient classés par ces auteurs comme des « cordons plus civilisés ». D'un autre côté, Nelson da Nóbrega Fernandes soutient qu'Eneida elle-même a reconnu des lignes d'évolution différentes entre les deux manifestations.
Les cordons de São Paulo ont une histoire parallèle à celle de Rio de Janeiro. À São Paulo, s'est développée la figure de Baliza, un membre qui jonglait avec un bâton et ouvrait la voie au groupe carnavalesque, en même temps qu'il défendait la bannière du groupe. D'autres éléments introduits dans le Carnaval de São Paulo étaient la bannière elle-même et la cour avec le roi, la reine, le prince, entre autres éléments, ainsi que le choro, un groupe responsable de l'accompagnement mélodique et harmonique, avec des instruments à cordes et à vent, comme la trompette, le trombone et le saxophone. Ces cordons de São Paulo interprétaient le rythme musical connu sous le nom de marcha-sambada, un mélange d'éléments de la samba rurale de São Paulo et de la marchinha.

## Histoire

### Rio de Janeiro
Dans le Carnaval de Rio de Janeiro, qui a une historiographie plus large, diverses formes de manifestations carnavalesques existent depuis la seconde moitié du XIXe siècle, comme les ranchos, les sociétés (pt), les blocs et les cordons. Ces derniers surgissent pour remplacer les Zé Pereira (pt), dans les années 1890.
João do Rio souligne que les cordons proviennent de la célébration de Notre-Dame du Rosaire. Eneida de Moraes (pt) souligne la tradition du cordon de la région de Rio de Janeiro comme héritière des cucumbis carnavalescos, et les premiers enregistrements d'entités qui s'appelaient officiellement cordões remontent à 1886, lorsque Estrela da Aurora a été fondée, et à 1895, avec les Teimosos Carnavalescos.
En 1902, l'ère des cordons a commencé dans la ville de Rio de Janeiro, lorsque 200 cordons ont été autorisées par la police. Les cordons Estrela de Dois Diamantes, Filhos da Primavera, Filhos do Poder de Ouro, Destemidos do Catete, Maçãs de Ouro, Rainha das Chamas et Triunfo da Glória datent de cette époque. En 1906, le journal Gazeta de Notícias organise le premier concours de cordons.
Cependant, dès 1911, les ranchos ont commencé à remplacer les cordons dans le carnaval de Rio avec l'utilisation d'instruments à cordes et à vent comme caractéristiques différenciatrices. Nelson da Nóbrega Fernandes affirme que les cordons de Rio ont subi un processus de « satanisation » et ont donc commencé à être appelés blocs ou transformés en ranchos. Ironiquement, le premier concours auquel Ameno Resedá, le plus grand des ranchos de Rio, a participé, a été la « Festa dos Cordões ».
En 1918, apparaît le Cordão da Bola Preta, qui en fait n'a jamais été un cordon, mais était déjà fondé comme un club de carnaval qui souhaitait, selon son propre statut, « faire revivre les traditions des anciens cordons », un signe que les cordons avaient déjà pratiquement disparus de Rio à cette époque.

### São Paulo
Dans les années 1910, alors que les cordons étaient déjà en déclin à Rio de Janeiro, à São Paulo, certains des cordons de carnaval les plus importants furent créés. En 1914, le Cordão da Barra Funda est créé par Dionísio Barbosa, qui donnera plus tard naissance à l'école de samba Camisa Verde e Branco. Les cordons de São Paulo s'inspirent de ceux de Rio tout en incorporant leurs propres éléments.
Deux ans après la création de l'école de samba Estação Primeira de Mangueira et deux ans avant le premier concours officiel des écoles de samba de Rio, le groupe Vai-Vai a été créé, pour devenir quelques années plus tard une école de samba.
Jusqu'en 1967, le Carnaval de São Paulo était organisé par le secteur privé et il n'y avait souvent pas de compétition municipale unifiée. En 1968, sous la direction du Brigadeiro Faria Lima à la tête de la mairie de São Paulo, le défilé est officialisé et soutenu par les pouvoirs publics. Cependant, pour de nombreux auteurs, ce fait a marqué le déclin des compétitions de cordon de São Paulo, puisque le règlement du concours de l'école de samba s'est inspiré de celui en vigueur lors du Carnaval de Rio, où il n'y avait pas de but et où les instruments à vent étaient interdits, en plus à l'existence d'une aile bahianaise et au drapeau au lieu de l'étendard. Cette standardisation est devenue obligatoire pour les écoles de samba, et bien qu'il y ait eu des compétitions parallèles, une pour les écoles de samba, une autre pour les cordões, dans les années 1968, 1969 et 1971, la catégorie des cordons a cessé d'exister à partir de 1972 et les derniers groupes restants, Vai-Vai, Camisa Verde, Paulistano da Glória et Fio de Ouro sont devenus des écoles de samba.